# 일본국 헌법 제62조
일본국 헌법 제62조(일본어: 日本国憲法第62条)은 일본국 헌법 제4장 "국회"의 조문 중 하나이다. 국회의 국정조사권에 대해 규정하고 있다.

## 조문
일본국 헌법 제62조
양 의원(議院)은 각각 국정에 관한 조사를 행하고 이에 관하여 증인의 출두 및 증언과 기록의 제출을 요구할 수 있다.

## 해설
국회는 국정에 관한 주요 사안에 대하여 국정조사를 실시할 수 있다. 국정조사권이 구체적으로 어떠한 국회의 권능에 속하는지에 대해서는 '독립권능설'과 '보조적 권능설'이 있다.
국정조사권은 17세기 영국 의회를 기원으로 한다.